# Édouard Nadaud
Pour les articles homonymes, voir Nadaud.
Édouard Louis Nadaud est un violoniste français né le 14 avril 1862 à Paris et mort le 13 février 1928 à Paris. Héritier de l'école classique du violon français, il a enseigné le violon au Conservatoire de Paris de 1900 à 1924.

## Biographie
Édouard Louis Nadaud voit le jour au 46, rue des Dames (Quartier des Batignolles) dans le 17e arrondissement de Paris au domicile de ses père et mère, marchands papetiers : il est le quatrième enfant du couple. Ses deux frères aînés, Albert et Gustave sont représentants de commerce et l'acte de mariage de Gustave nous apprend que leur père est aussi professeur de musique.
Il suit l'enseignement du violon au conservatoire de Paris dans la classe de Charles Dancla et y obtient un premier prix en 1881 partagé avec une jeune Américaine, Arma Senkrah (en) aussi élève de Dancla et un jeune Hollandais, Louis Wolff (1865-1926), élève de Lambert Massart.
Violon solo à l'Orchestre de la Société des concerts du Conservatoire pendant onze ans, il fut professeur de violon au conservatoire du 1er mai 1900 jusqu'à son décès survenu le 13 février 1928. C'est Firmin Touche qui le remplaça.
Il forma une soixantaine d'élèves dont René Benedetti, Marius Casadesus, Line Talluel, Lucien Quatrochi, etc.

## Prix et distinctions
- Second Accessit de violon en 1877 - Morceau de concours : 1er concerto en La mineur de Pierre Baillot
- Premier Accessit de violon en 1878 - Morceau de concours : 5e concerto d'Henri Vieuxtemps
- Second Prix de violon en 1880 - Morceau de concours : 3e concerto de Pierre Rode
- Premier Prix de violon en 1881 - Morceau de concours : 3e concerto d'Henri Vieuxtemps
- Officier d'Académie en 1889
- Officier de l'instruction publique en 1895
- Chevalier de la Légion d'honneur le 2 janvier 1905[6],[7],[4]